# The New Cities
The New Cities es una banda franco-canadiense de pop/rock electrónico de Montreal, Quebec. Los miembros son David Brown (voz), Christian Bergeron (guitarra), Julien Martre (bajo, coros), Nicolas Denis (sintetizadores), Philippe Lachance (sintetizadores) y Francis Fugère (batería y percusión). Han lanzado dos álbumes de estudio: Lost in City Lights (2009) y Kill the Lights (2011) y un EP The New Cities (EP) (2006).

## Miembros
- David Brown - voces
- Christian Bergeron - guitarra
- Julien Martre - bajo, coros
- Nicolas Denis - sintetizadores

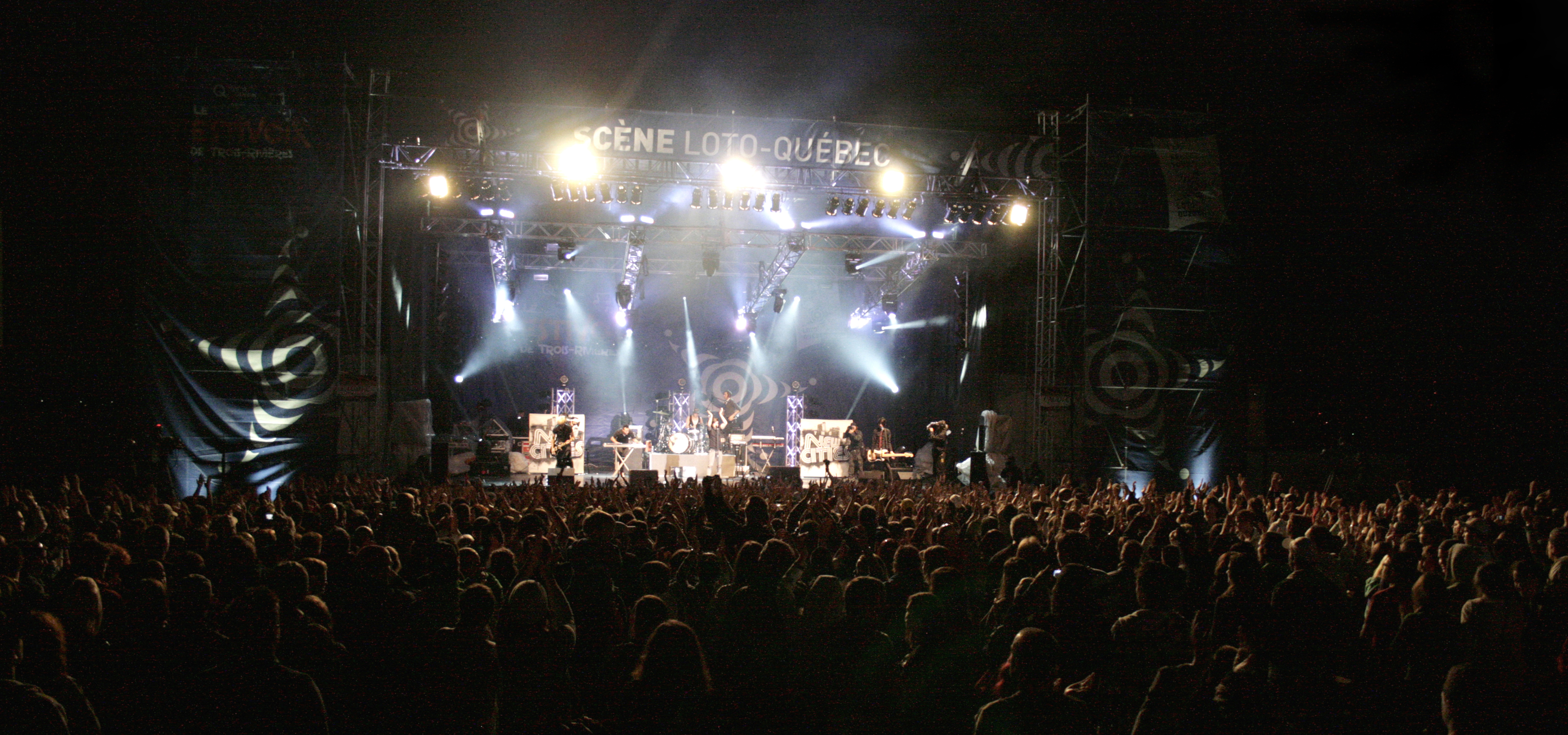
La banda en Trois-Rivières, en junio de 2010.

- Philippe Lachance - sintetizadores
- Francis Fugère - batería, percusión

## Discografía
- The New Cities (EP) (2006)
- Lost in City Lights (2009)
- Kill the Lights (2011)

## Premios y nominaciones
- 2012 Ganadores de MuchMusic Award en la categoría posproducción del año para Heatwave.

- 2010 Nominados para Juno Award en la categoría nuevo grupo del año.[1]

- 2010 Ganadores SOCAN POP/ROCK música Award.[2]

- 2010 Nominados para ADISQ Award en la categoría inglés disco del año.

- 2010 Nominados para Canadian Radio Music Award en la categoría HOT/AC para Dead End, Countdown.
- 2010 Nominados para Canadian Radio Music Award en la categoría CHR para Dead End, Countdown.

- 2009 Ganadores de MuchMusic Award en la categoría posproducción del año para Dead End, Countdown.